# کتابخانه دولتی دانشگاهی دانمارک
کتابخانه دولتی دانشگاهی دانمارک (به لاتین: State and University Library) یک کتابخانه‌های دانشگاهی، کتابخانه ملی و ناشر دسترسی آزاد در دانمارک است که در دانشگاه آرهوس واقع شده‌است. این کتابخانه یک کتابخانه تحقیقاتی و مرکز اصلی برای تمامی کتابخانه‌های عمومی دانمارک است و میلیون‌ها مورد را در قالب‌های چاپی و دیجیتال، از جمله ضبط‌های صوتی و موسیقی، ویدئوها، مجلات، کتاب‌ها، اختراعات، نقشه‌ها، چاپ‌ها و نقاشی‌ها نگهداری می‌کند. این کتابخانه به‌طور مستقیم زیر نظر وزارت فرهنگ دانمارک فعالیت می‌کند و به عنوان یک کتابخانه قانونی، نسخه‌هایی از تمامی تولیدات صوتی، تصویری و روزنامه‌ها در دانمارک را دریافت می‌کند.
این کتابخانه در سمت جنوبی خیابان نوردری رینگاده در میدبیون، آرهوس و در محوطه دانشگاه آرهوس واقع شده است. اصلی‌ترین مرکز ذخیره‌سازی اسناد آن، ساختمان ۱۴ طبقه «بوگ‌تارن» است.
در سال ۲۰۱۷، این کتابخانه با کتابخانه سلطنتی کپنهاگ ادغام شد و یک کتابخانه ملی مشترک را تشکیل داد. سازمان کتابخانه مشترک (مکان‌های جداگانه کتابخانه در کپنهاگ و آرهوس حفظ شده است) به نام «کتابخانه سلطنتی دانمارکی» (به دانمارکی: Det Kgl. Bibliotek) شناخته می‌شود.